# Paisco Loveno

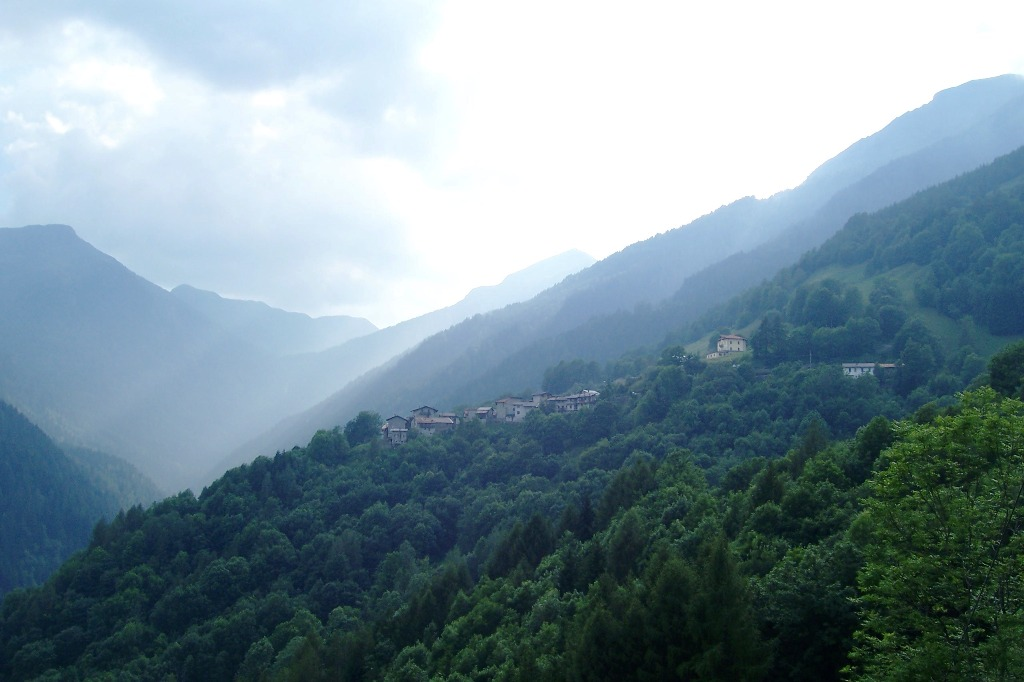
Die Landschaft um den Ortsteil Loveno

Paisco Loveno ist eine norditalienische Gemeinde mit 626 Einwohnern (Stand 31. Dezember 2023) in der Provinz Brescia in der Lombardei. Die Gemeinde liegt etwa 60,5 Kilometer nördlich von Brescia im Valcamonica, gehört zur Comunità montana della Valle Camonica und grenzt unmittelbar an die Provinzen Bergamo und Sondrio.

## Verkehr
Durch die Gemeinde führt die frühere Strada Statale 294 della Val di Scalve (heute: Provinzstraße SP BS 294) von Berzo Demo nach Boario Terme.